# Saltillito
Saltillito är en ort i Mexiko.   Den ligger i kommunen Villa Comaltitlán och delstaten Chiapas, i den sydöstra delen av landet, 800 km sydost om huvudstaden Mexico City. Saltillito ligger 28 meter över havet och antalet invånare är 140.
Terrängen runt Saltillito är varierad. Runt Saltillito är det ganska tätbefolkat, med 80 invånare per kvadratkilometer. Närmaste större samhälle är Huixtla, 10,0 km öster om Saltillito. Omgivningarna runt Saltillito är en mosaik av jordbruksmark och naturlig växtlighet.